# Apología cristiana
La apología cristiana (del griego ἀπολογία, "defensa verbal, discurso en defensa") es el área de la teología que se especializa en usar argumentos racionales para defender y difundir el cristianismo. Los apologistas cristianos defienden su punto de vista por medio de evidencia histórica, argumentos filosóficos, evidencia científica y el razonamiento lógico, entre otros. Pese a que algunos creacionistas son considerados apologistas, generalmente son una minoría en esta área de la teología. 
La apología cristiana se remonta al apóstol Pablo, ha evolucionado durante los siglos e incluye a célebres filósofos medievales como San Justino Mártir, san Agustín de Hipona o Santo Tomás de Aquino. Algunos apologistas de la época moderna fueron C.S. Lewis y G. K. Chesterton. En el presente, algunos apologistas destacados son el filósofo y teólogo William Lane Craig y el biólogo genetista Francis Collins, exdirector del Proyecto Genoma Humano.

## Apologistas modernos
Los apologistas en estos tiempos se han centrado en proporcionar razones para aceptar varios aspectos de la fe cristiana. Los apologistas cristianos de muchas tradiciones, al igual que los judíos, los musulmanes y algunos otros, defienden la existencia de un Dios único y personal. La teodicea es un aspecto importante de tales argumentos, y los argumentos de Alvin Plantinga han sido muy influyentes en esta área. Muchos apologistas cristianos prominentes son filósofos o teólogos académicos, con frecuencia con trabajo de doctorado adicional en física, cosmología, religiones comparadas u otros campos. Otros adoptan un enfoque más popular o pastoral.
Algunos apologistas modernos prominentes y en su mayoría cristianos protestantes evangélicos son William Lane Craig, Douglas Groothuis, el matemático John Lennox, el bautista Walter R. Martin, el cristiano indio protestante Dinesh D'Souza, el pastor reformado Douglas Wilson, el teólogo reformado Cornelius Van Til, el teólogo calvinista Gordon Clark, el pastor presbiteriano Francis Schaeffer,  el teólogo y filósofo calvinista Greg Bahnsen, el  teólogo y pastor bautista Edward John Carnell, el bautista reformado James White, teólogo reformado y pastor presbiteriano RC Sproul, el destacado teólogo Ravi Zacharias miembro de la alianza cristiana y misionera, el sacerdote (o presbítero en español) anglicano Alister McGrath , el autor evangélico y experiodista de investigación Lee Strobel, el evangelista Josh McDowell, el teólogo y escritor anglicano CS Lewis, el filósofo analítico y profesor de la universidad bautista de Houston, el luterano John Warwick Montgomery, el presbiteriano Francis Schaeffer, el distinguido profesor de filosofía en Biola University y teólogo JP Moreland, el astrofísico Hugh Ross, distinguido profesor de filosofía y teología en liberty university Gary Habermas también un erudito en el nuevo testamento, filósofo y teólogo sistemático Norman Geisler, y RC Kunst. El filósofo y teólogo ortodoxo David Bentley Hart
Los apologistas notables dentro de la Iglesia católica incluyen al jesuita Frederick Copleston al obispo Robert Barron, Peter Kreeft, GK Chesterton, Dr. Scott Hahn, Patrick Madrid, Ronald Knox, Peter Kreeft, Karl Keating, el Padre Jorge Loring Miró SJ, el Padre Flaviano Amatulli Valente FMAP.
Actualmente, algunos apologistas utilizan sitios de Internet como Instagram, YouTube o Facebook para difundir su mensaje.

## Historia
La apología cristiana nació de la necesidad de que la religión cristiana adoptase una base racional helenística. Esto supuso lo que para ellos era una ventaja sobre las religiones paganas, las cuales se basaban en poemas épicos como la Eneida o la Ilíada, que carecían de una teología racional.
Algunos de los primeros apologistas cristianos católicos fueron san Justino Mártir (100-165 DC), Orígenes (~185-~250 DC), y el autor de la epístola A Diogneto, una muy importante obra de la apología cristiana temprana. San Agustín fue un conocido apologista de la época Patrística —durante la cual se canonizaron los libros del Nuevo Testamento—, así como su contemporáneo Paulo Orosio. En época medieval fueron de interés el mencionado san Agustín de Hipona o santo Tomás de Aquino.